# Bildungsfonds
Bildungsfonds sind eine Art der Studienfinanzierung, die sich anhand der Rückzahlungsmodalitäten von anderen Finanzierungsarten wie BAföG und Studienkrediten unterscheiden. Eine Rückzahlung erfolgt einkommensabhängig und erst nach erfolgreichem Berufseinstieg.
Innerhalb einer individuell festgelegten Zeitspanne wird ein vorab geregelter prozentualer Anteil des Bruttogehalts als Rückzahlung an den Bildungsfonds geleistet. Bildungsfonds bieten daher ein deutlich geringeres Risiko der Überschuldung und sind durch eine Maximalgrenze in der Rückzahlung begrenzt. Im Fall von andauernder Arbeitslosigkeit muss keine Rückzahlung geleistet werden.
Bei den Anbietern kann man institutionelle sowie private Anbieter (Firmen oder Hochschulen) unterscheiden. Außerdem bieten verschiedene Bildungsfonds noch Zusatzservices wie Soft-Skill-Entwicklung, Firmenkontakte, oder andere berufsvorbereitende Kurse an.
Nachdem sie in den 1990er Jahren in Amerika entwickelt wurden, kam das Prinzip des Bildungsfonds ab den 2000er Jahren auch nach Deutschland. Hierbei gibt es zwei unterschiedliche Ausprägungsformen. Gewerbliche, bundesweite Anbieter arbeiten mit Gewinnerzielungsabsicht. Auf der anderen Seite gibt es hochschuleigene (z. B. TU München) oder fächerübergreifende Bildungsfonds (im MINT-Bereich), die aus gesellschaftlicher Verantwortung heraus angeboten werden.